# Apamea renardii
Apamea renardii är en fjärilsart som beskrevs av Jean Baptiste Boisduval 1829. Apamea renardii ingår i släktet Apamea och familjen nattflyn. Inga underarter finns listade i Catalogue of Life.